# Ořešák v Doubravce
Ořešák v Doubravce je památný strom v osadě Doubravka, části obce Bělá nad Radbuzou. Ořešák královský (Juglans regia L.) roste v centru obce v nadmořské výšce 470 m. Jedná se o zcela ojedinělý dominantní letitý taxon ve velmi dobrém zdravotním stavu. Jeho výška dosahuje 20 m a obvod kmene je 308 cm (měřeno 2011). V roce 2011 byl proveden zdravotní řez a došlo k instalaci vazeb. Strom je chráněn od 5. července 2011 jako esteticky zajímavý strom, krajinná dominanta.

## Stromy v okolí
- Dub v Čečíně
- Lípa v Bystřici u Bělé nad Radbuzou